# Giant Sea Wall Jakarta
Giant Sea Wall Jakarta (in indonesiano: Tanggul Laut Raksasa Jakarta), anche conosciuto come Great Garuda, fa parte di un imponente progetto di sviluppo costiero a Giacarta, in Indonesia, iniziato nel 2014 e che dovrebbe essere realizzato entro il 2025. Il progetto di sviluppo costiero include la costruzione di una gigantesca diga lungo la costa, la costruzione di un bacino idrico e la bonifica del terreno. La costruzione lungo la costa di una parte della diga marittima da 8 km è stata ufficialmente varata il 9 ottobre 2014.

## Contesto
Giacarta è soggetta alle inondazioni, soprattutto durante la stagione dei monsoni. Nel 2007, la città ha subito inondazioni catastrofiche che hanno provocato 76 morti e mezzo milione di vittime di inondazioni sfollate o altrimenti colpite. Giacarta si trova in media su un bacino piatto a circa 7 metri sopra il livello del mare. Il 40 per cento di questo, in particolare le zone settentrionali, è sotto il livello del mare. Data la continua estrazione delle acque sotterranee e la pressione degli sviluppi dei grattacieli, oltre alle inondazioni Jakarta sta affondando anche da 5 a 10 centimetri all'anno, fino ad un massimo di 20 centimetri. Si stima che dal 2000 al 2050 l'estensione potenziale delle inondazioni costiere aumenterà di 110,5 km2 dovuta sia al cedimento del suolo che all'innalzamento del livello del mare; si stima che la città sarà completamente sommersa entro il 2050. Inoltre, gli esperti ipotizzano che buona parte della popolazione della città di oltre 10,6 milioni di persone sarà in futuro sfollata, in particolare le comunità più vicine ai bacini idrici.
Per risolvere il problema, è stato intrapreso uno studio di fattibilità per costruire un immenso argine sulla baia di Jakarta. Il progetto è noto come il masterplan National Capital Integrated Coastal Development (NCICD) o Giant Sea Wall Jakarta. Il progetto, che ha anche il compito di rivitalizzare la costa e soprattutto di offrire una visione del futuro per la capitale indonesiana, è stato ideato dallo studio di architettura KuiperCompagnons di Rotterdam e con una collaborazione tra l'Indonesia e un consorzio di aziende olandesi (Witteveen + Bosa e Grontmij), che hanno costituito National Capital Integrated Coastal Development e sono stati tutti coinvolti nella creazione del master plan avviato nel 2008.

## The National Capital Integrated Coastal Development (NCICD)
L'NCICD prevede la costruzione di un gigantesco muro marittimo appena a nord della baia di Jakarta come misura per proteggere la città dalle inondazioni del mare. All'interno di questo muro saranno costruite grandi lagune per tamponare il deflusso dei 13 fiumi a Jakarta. Questo enorme muro marino sarà costruito sotto forma di un Garuda (il grande uccello mitico che è il simbolo nazionale dell'Indonesia) e dovrebbe diventare una struttura iconica modellata sull'Isola di Sentosa di Singapore. Il progetto prevede il completamento di questa costruzione in un tempo compreso dai 10 ai 15 anni. Le dighe esistenti saranno nel contempo rafforzate. Dopo il completamento del progetto, la baia di Jakarta diventerà un serbatoio d'acqua racchiuso nel Giant Sea Wall e alla fine diventerà una fonte di acqua pulita per l'intera città. Il costo del progetto è stimato in circa 40 miliardi di dollari, e sarà una collaborazione internazionale tra i governi dell'Indonesia e dei Paesi Bassi, aprendo la strada a ulteriori scambi bilaterali tra i due paesi.
Le Due macro fasi di questo mega-progetto sono:
- Rafforzamento e potenziamento degli argini costieri esistenti lungo 30 chilometri e costruzione di 17 isole artificiali nella baia di Jakarta. Le attività iniziali di questa prima fase sono state condotte nell'ottobre 2014.
- Costruire il Giant Sea Wall; si tratterà di una diga enorme (di 32 chilometri) che comprende un aeroporto, un porto, una strada a pedaggio, una zona residenziale, una zona industriale, il trattamento dei rifiuti, un bacino idrico e aree verdi, su uno spazio di circa 4000 ettari.

Il gigantesco muro marino diventerà anche un centro di sviluppo urbano, che sarà costruito da investimenti di partnership private. Lo sviluppo urbano comprende uffici e alloggi esclusivi, nonché alloggi a basso costo, aree verdi e spiagge. La nuova città integrata sul lungomare coinvolgerà anche 17 isole artificiali, complete di strade a pedaggio, ferrovia e porto, e dovrebbe essere in grado di assorbire circa due milioni di persone. La lunghezza del gigantesco muro marino può raggiungere i 32 chilometri da Tangerang al porto di Tanjung Priok.

## Controversie
Il progetto non è privo di impatti ambientali negativi e conseguenze sociali: uno studio del Ministero degli Affari Marittimi e della Pesca dell'Indonesia ha rilevato che il progetto, una volta avviato, potrebbe erodere le isole nella parte occidentale della baia di Jakarta, distruggere la barriera corallina e portare al ristagno di acque inquinate dietro la diga. La possibilità di questo ultimo punto è respinta dagli esperti olandesi che, al contrario, assicurano che poiché l'acqua della città sarà trattata, i fiumi scaricheranno acqua pulita nella baia. Il programma di bonifica è stato accolto anche con l'opposizione di diversi gruppi ambientalisti e pescatori. Il gruppo Indonesian Forum for the Environment (WALHI) e la People’s Coalition for Fisheries Justice Indonesia (Kiara) hanno presentato un appello per fermare i lavori di costruzione sull'isolotto G, uno dei 17 isolotti da creare, ma la Corte suprema ha respinto l'appello. I lavori di costruzione del progetto di bonifica di Jakarta sono stati temporaneamente vietati dal governo centrale nel 2016 chiedendo il soddisfacimento di diversi requisiti. Tuttavia il divieto è stato revocato nell'ottobre 2017. Se le grandi dighe non riuscissero a fermare l'acqua del mare o il progetto venisse sospeso/rinviato a causa di turbolenze economiche, difficoltà ingegneristiche, impatto ambientale o decisioni politiche, il centro di Jakarta in futuro verrebbe sommerso.
I critici del progetto hanno anche sostenuto che mentre gli investitori e il governo sosterranno il costo del progetto, sarà la gente di Jakarta a pagare il prezzo di questa infrastruttura. Mentre lo stato ha insinuato che i poveri alla fine trarranno vantaggio da questi progetti, la realtà è che i poveri di Jakarta sono i più colpiti negativamente. Nel 2010, il governo della città di Jakarta ha espresso preoccupazione per gli effetti del cambiamento climatico sui poveri della città e ha promesso di ridurre la loro vulnerabilità agli shock climatici. Tuttavia, quando è arrivato il momento di espandere l'attuale diga di Jakarta come parte del progetto Sea Wall, molti insediamenti kampung (intesi come baraccopoli) sono stati smantellati e i loro residenti sgomberati con la forza. Queste comunità sono tra le più povere e vulnerabili di Jakarta e non sono state in grado di trasferirsi su terre interne in situazioni più permanenti. Molti di questi residenti, inoltre, facevano affidamento sulla loro vicinanza al mare e sulla comunità per guadagnarsi da vivere: le loro vite sono state inequivocabilmente cambiate quando sono state sfollate.